# De treiterende trien
De treiterende trien is een kort stripverhaal uit de reeks van Suske en Wiske. Het is geschreven door Peter Van Gucht en Bruno De Roover en getekend door Luc Morjaeu, Peter Quirijnen en Dirk Stallaert. Het verhaal wordt gepubliceerd in Tros Kompas vanaf 17 november 2007.

## Locaties
- het huis van tante Sidonia, een kanaal, het spokenrijk

## Personages
- Suske, Wiske, tante Sidonia, Lambik, Jerom, Schanulleke, Zwarte Madam, Sus Antigoon, spook

## Het verhaal
Een klein meisje komt het huis van tante Sidonia terroriseren. Het kleine meisje treitert Suske en tante Sidonia, maar doet lief tegen Wiske. Eerst gelooft Wiske dan ook niet dat het meisje zich misdraagt. Ze blijkt zelfs te sterk te zijn voor Jerom en probeert Lambik in een put te verdrinken. Dan komt Wiske erachter dat het meisje inderdaad zeer vals is, maar het blijkt Schanulleke te zijn. Schanulleke weet zelf niet hoe ze een levend meisje is geworden en ze gaat samen met Wiske op zoek naar de oorzaak. Als ze bij de plek komen waar Schanulleke als meisje wakker werd, blijkt de Zwarte Madam erachter te zitten. Ze wilde Wiske lokken op haar binnenvaartschip en vaart met haar naar het spokenrijk. Als Wiske daar zal binnenkomen, wordt ze voor altijd een spook en zal dus sterven. Op deze manier zal de zwarte madam de levens van de vrienden ruïneren.
Dan komt Sus Antigoon naar Suske toe en vertelt dat de zwarte madam is ontsnapt. Suske begrijpt meteen dat zij achter de betovering van Schanulleke zit. Van een ander spook horen ze dat er een binnenvaartschip richting het spokenrijk vliegt. Suske en Sus Antigoon kunnen het schip inhalen, maar dan gooit de zwarte madam opeens Schanulleke overboord. Wiske springt haar achterna en dan moet ook Sus Antigoon het schip verlaten om hen te redden. Hij kan voorkomen dat ze te pletter vallen, maar Suske is op het binnenvaartschip het spokenrijk binnen gegaan en verandert in een spook. Alleen de ziel van een ander levend wezen kan hem redden. Schanulleke offert zich op en Suske komt weer levend bij Wiske, hij heeft Schanulleke bij zich. Het is weer een lappenpopje geworden. De zwarte madam wordt gevangen gezet en Sus Antigoon blijft haar er aan herinneren dat alles goed is met Suske en Wiske.

## Uitgaven

### Achtergronden bij de uitgaven
- De publicatie in Tros Kompas begon met twee aankondigingen van 1 strook op 10 november 2007, waarna het verhaal volgde vanaf 17 november 2007.